# Estivaux
Estivaux é uma comuna francesa na região administrativa da Nova Aquitânia, no departamento de Corrèze. Estende-se por uma área de 16,58 km². Em 2010 a comuna tinha 435 habitantes (densidade: 26,2 hab./km²).